# Plagusiidae
Plagusiidae (лат.) — семейство десятиногих раков из надсемейства Grapsoidea инфраотряда крабов (Brachyura).
Ранее рассматривалось в качестве подсемейства Plagusiinae в семействе Grapsidae, но теперь достаточно отчётливо считается отдельным семейством. Оно включает род Plagusia, который является широко распространенной группой литофильных, литоральных и сублиторальных крабов, которые известны своей быстротой и ловкостью.

## Классификация
На декабрь 2019 года в семейство включают 5 родов:
- Davusia Guinot, 2007
- Euchirograpsus H. Milne Edwards, 1853
- Guinusia Schubart & Cuesta, 2010
- Miersiograpsus Türkay, 1978
- Plagusia Latreille, 1804

Подсемейство Percninae выделено в отдельное семейство Percnidae Števčić, 2005.